# Malmö Live
Malmö Live ist ein Veranstaltungszentrum in Malmö, Schweden auf der künstlichen Insel Universitetsholmen. 

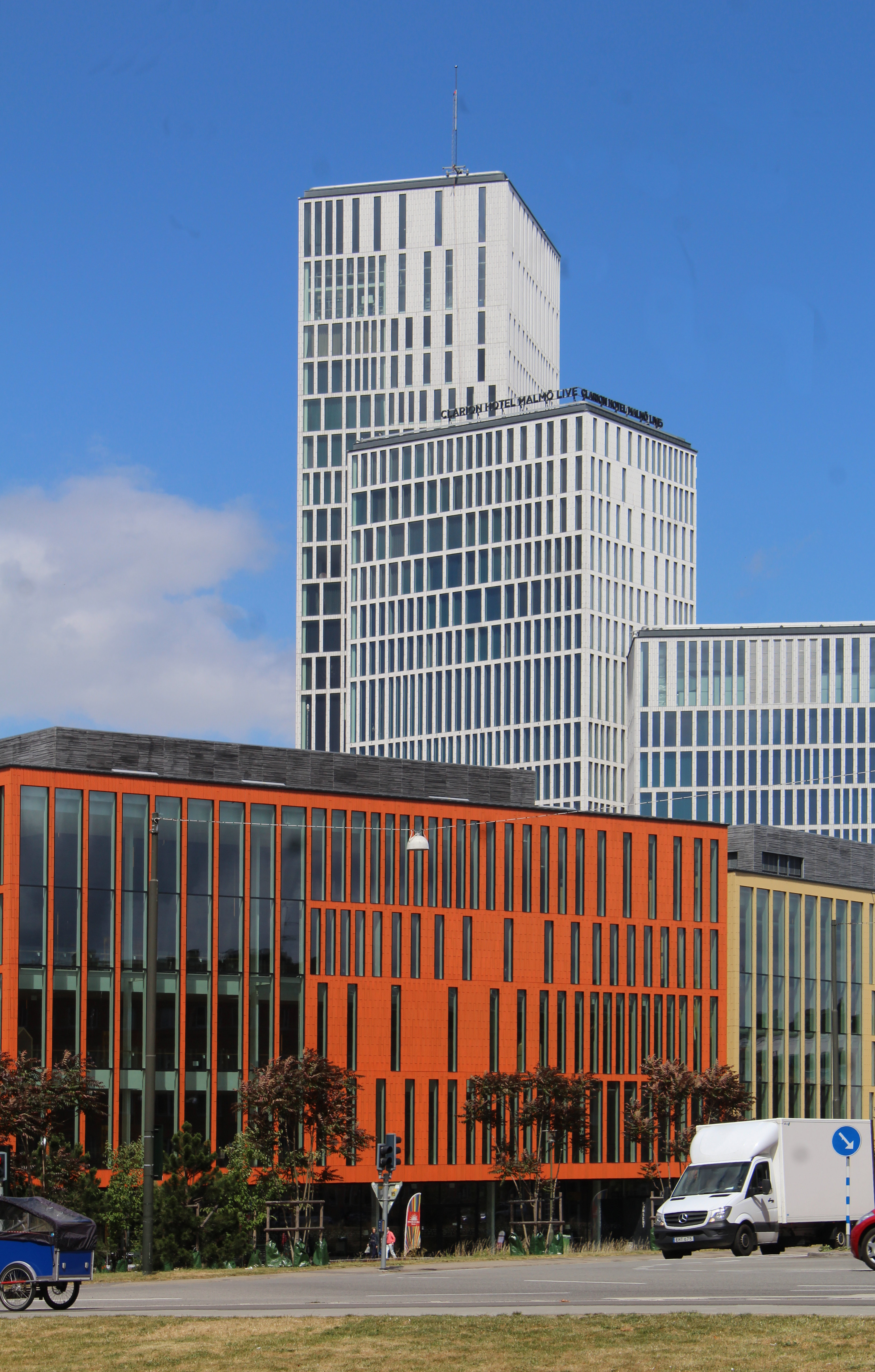
Malmö Live

Es wurde im August 2015 eröffnet und umfasst eine Konzerthalle, Konferenzeinrichtungen, ein Hotel, Büros und Wohnungen. Die Konzerthalle Malmö Live ist die Heimat des Malmö Symphony Orchestra und bietet Platz für bis zu 1600 Personen. Das Hotel- und Konferenzzentrum Clarion Hotel & Congress Malmö Live verfügt über 25 Stockwerke und ist mit 85 Metern Höhe das höchste Gebäude von Malmö Live, mit 24 Konferenzräumen, einem Kongresssaal für bis zu 1500 Teilnehmer und einer Skybar. Rund um den Turm befinden sich mehrere andere Gebäude, in denen Büros und Wohnungen untergebracht sind. Die derzeitige Direktorin von der Konzerthalle Malmö Live ist seit Februar 2020 Maria Frej. Malmö Live ist Gastgeber für Sinfonieorchester, kommerzielle, kulturelle und politische Veranstaltungen sowie für Tagungen. Das Gelände wird auch als Malmhattan bezeichnet.

## Architektur und Gestaltung
Die Architektur ist eine moderne Interpretation der skandinavischen Architekturtradition und besteht aus einzelnen Gebäudetrakten, die zu einem zusammenhängenden Bauwerk zusammengefasst werden. Die Fassade besteht aus keramischen Ziegeln in rot, gelb und weiß, die sich je nach Jahreszeit, Witterung und Licht unterschiedlich darstellen. Im Inneren sind Keramikelemente und der gleiche Bodenbelag wie auf dem Vorplatz zu finden, um eine Verbindung zwischen Innen- und Außenraum herzustellen. Die Architektur zeichnet sich durch Offenheit und Zugänglichkeit aus. Das Konzept sieht vor, dass die Dächer begrünt sind.
Die Konzerthalle wurde in Anlehnung an den Goldenen Saal im Wiener Musikverein gestaltet.
Entlang des Ufers wurde eine Promenade mit Sitzstufen gestaltet. Diese wird ergänzt durch eine Skulptur namens Rubato – free flow, der Künstlerin Eva Hild.